# فلورنت سوادت
فلورنت سوادت (انگلیسی: Florent Sauvadet؛ زادهٔ ۳۱ ژانویهٔ ۱۹۸۹) بازیکن فوتبال اهل فرانسه است.
از باشگاه‌هایی که در آن بازی کرده‌است می‌توان به باشگاه فوتبال پترولول پلویشت و باشگاه فوتبال کلرمون فوت اشاره کرد.